# Arachnothryx hondurensis
Arachnothryx hondurensis là một loài thực vật có hoa trong họ Thiến thảo. Loài này được (Donn.Sm.) Lorence mô tả khoa học đầu tiên năm 2005.